# Your Song (canción de Rita Ora)
«Your Song» es una canción de la cantante británica Rita Ora. La canción fue lanzada el 26 de mayo de 2017, como primer sencillo de su segundo álbum de estudio, Phoenix (2018). El sencillo alcanzó el número 7 en Reino Unido.